# 도메니코 베카푸미
도메니코 디 파체 베카푸미(이탈리아어: Domenico di Pace Beccafumi, 1486년~1551년 5월 18일)는 이탈리아 르네상스 - 매너리즘 시대의 화가로, 주로 시에나에서 활동했다. 그는 순수한 시에나 화파의 마지막 대표자 중 한 사람으로 여겨진다.

## 생애
도메니코는 시에나 근처 몬타페르티에서 태어났으며, 그의 아버지인 자코모 디 파체(Giacomo di Pace)는 로렌초 베카푸미(Lorenzo Beccafumi)의 영지에서 일하던 농부였다. 도메니코의 그림 실력을 본 로렌초는 그를 양자로 삼아 지원을 했으며, 시에나의 하급 화가였던 메케로(Mechero)에게 그림을 배우도록 권했다. 1509년, 도메니코는 로마로 가서 바티칸에서 막 작품 활동을 시작한 예술가들로부터 영향을 받았지만, 곧 시에나로 돌아왔다. 비슷한 시기의 시에나 출신 화가인 일 소도마와 발다사레 페루치는 로마에서 머무는 동안 움브리아-피렌체 지역의 고전주의 양식을 흡수했지만, 베카푸미의 화풍은 여전히 지방적인 특색이 강하게 드러났다. 시에나에서 그는 교회를 위한 종교화와 개인 후원자를 위한 신화적 장식화를 그렸지만, 이웃 도시 피렌체 화파를 지배하던 과장된 제스처 중심의 매너리즘 양식에서는 비교적 적은 영향을 받았다. 그의 작품은 중세적인 기묘함과 환상적인 분위기, 과도한 감정 표현, 안개 낀 듯한 비선형적이고 거친 드로잉을 특징으로 한다. 색채에서도 원초적인 느낌이 강하게 나타나, 고전적 로마 화가들과는 뚜렷한 차이를 보인다.

## 시에나 대성당의 바닥 장식
그는 회화 작업 외에도 1517년부터 1544년까지 시에나 대성당의 유명한 바닥 장식 작업을 감독했는데, 이 바닥은 전체 작업 기간만 150년 이상 걸린 대규모 프로젝트였다. 이 바닥 장식은 ‘코메소(commesso)’ 기법으로 만들어졌으며, 흰 대리석에 검은 선으로 도안을 새기고, 다채로운 색상의 무늬로 가장자리를 인레이(상감) 처리된 정교한 구성을 보여준다. 베카푸미는 이 작업을 이어받은 해부터 기존의 기술적 방식에 정교한 개선을 더했으며, 아합과 엘리야, 멜기세덱, 아브라함, 모세 등의 이야기에서 따온 장면들을 바닥에 묘사했다. 또한 그는 황제 카를 5세가 시에나에 입성할 때 열린 행렬을 위해 개선문과 거대한 기계식 말을 제작하기도 했다.

## 비판적 평가

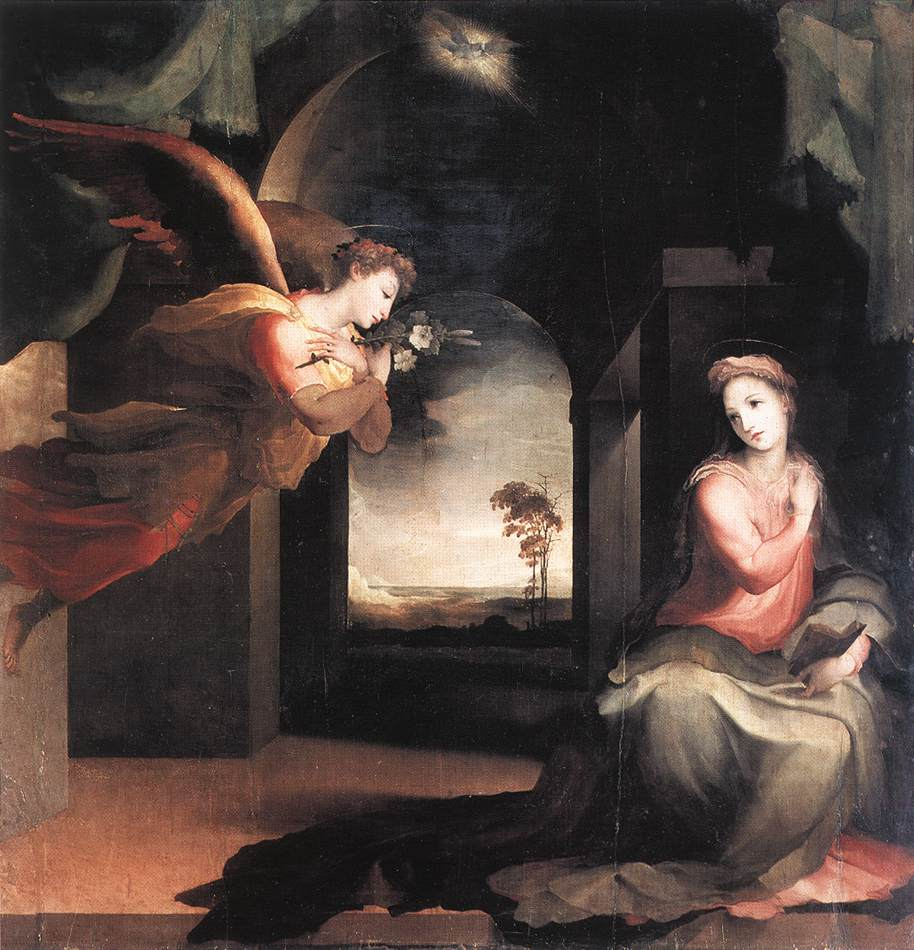
《수태고지》, 1545년

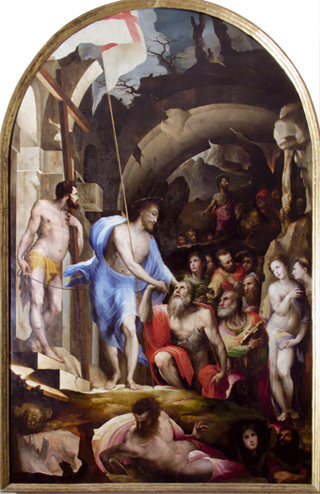
《그리스도의 지옥 강림》, 1530년~1535년경, 시에나 국립 회화관

균형 잡히고 기하학적이며 자신감 넘치는 피렌체 회화 양식에 비해, 시에나 회화 양식은 보다 비이성적이고 감정적으로 불안정한 세계로 기울어져 있다. 건축물은 종종 잘려 있거나 비정상적으로 배치되며, 원근법도 어색하다. 배경은 환각적이고, 색채는 조화를 이루지 못한 경우가 많다. 예를 들어 산 마르티노 교회의 《성탄화》에서는 공중에 떠 있는 천사들이 마치 건축적인 고리 형태를 이루고 있으며, 인물들은 폐허가 된 아치의 그림자 속에서 등장한다. 《수태고지》에서는 성모 마리아가 낮도 황혼도 아닌 세계에 있으며, 그녀와 가브리엘 천사만 빛을 내고 집 전체는 그림자에 잠겨 있다. 또한 《그리스도의 지옥 강림》(시에나 국립 회화관 소장)에서는 림보라는 잘 다뤄지지 않는 주제를 다루고 있으며, 그리스도는 폐허와 영혼들로 가득한 저승으로 들어서며 콘트라포스토 자세로 흔들리듯 표현되어 있다. 미술사학자 S. J. 프리드버그는 그의 생동감 넘치고 기이한 인물들을 동시대 피렌체의 매너리즘 화가인 로소 피오렌티노와 비교하면서도, 더 시각적이고 유동적인 특징을 지녔다고 평했다. 이렇듯 종교화로서의 필수 요소들은 모두 갖추고 있지만, 전체적으로 보면 마치 배우들이 모두 이상한 의상을 입고, 대사를 몇 줄씩 잊어버린 연극처럼 보인다.
중세 이탈리아에서 시에나는 예술, 경제, 정치 면에서 피렌체와 경쟁하던 도시였지만, 전쟁과 자연재해로 인해 15세기에는 쇠퇴하기 시작했다. 양식적인 측면에서 볼 때, 베카푸미는 중세의 기적을 믿던 신앙인이 르네상스 현실 속에서 깨어난 듯한, 시에나 예술가들의 마지막 계보에 속한 인물이다.

## 작품

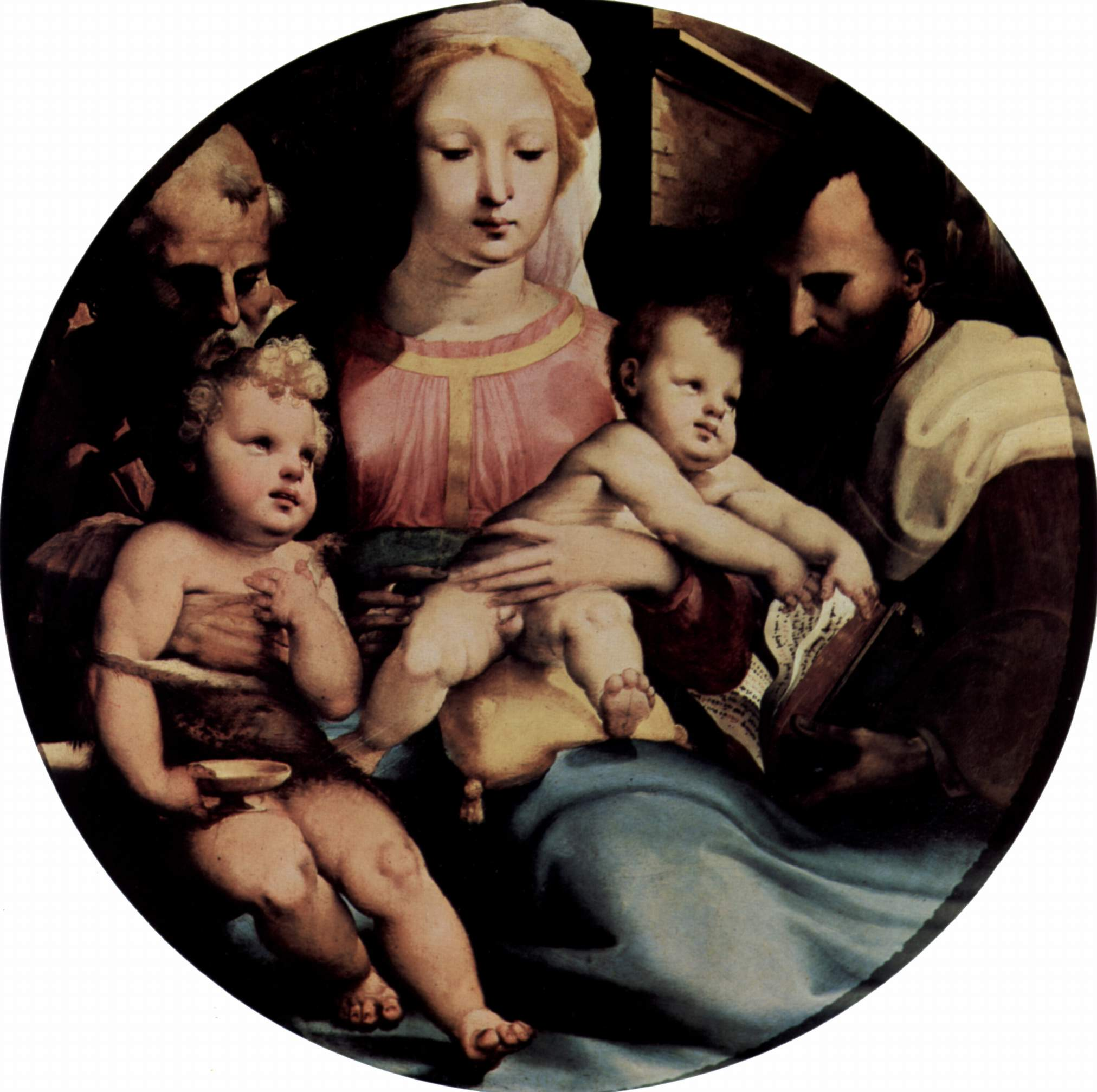
《성가족과 성 요한》, 1530년~1535년경, 호르네 미술관
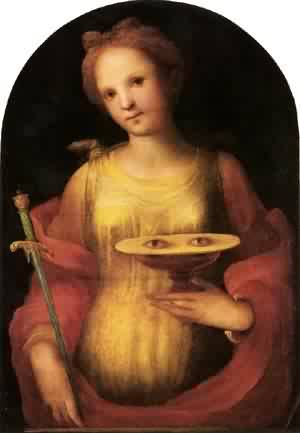
《성 루치아》, 1521년, 이 그림은 영화 《더 넌 2》에 등장하기도 했다.
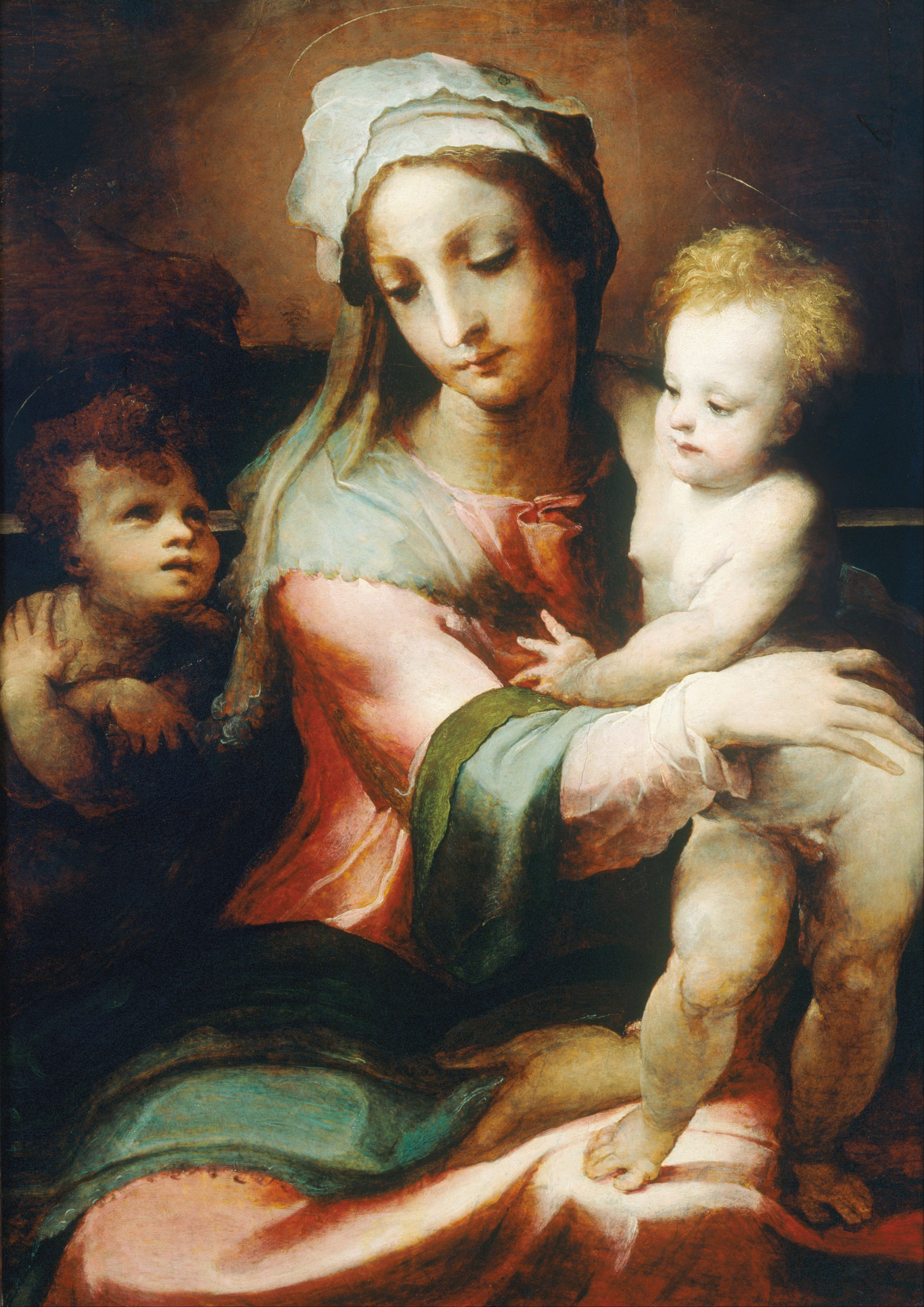
《마돈나와 아기 예수, 그리고 세례자 요한》, 1542년경, 뉴사우스웨일스 주립 미술관
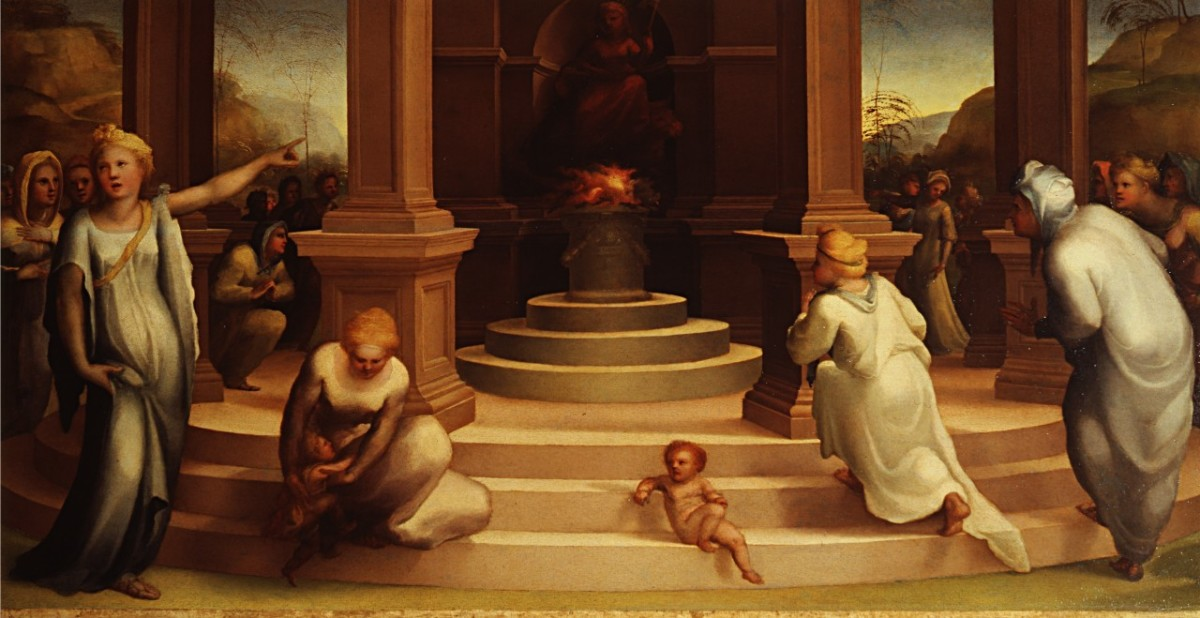
《베스타 숭배》
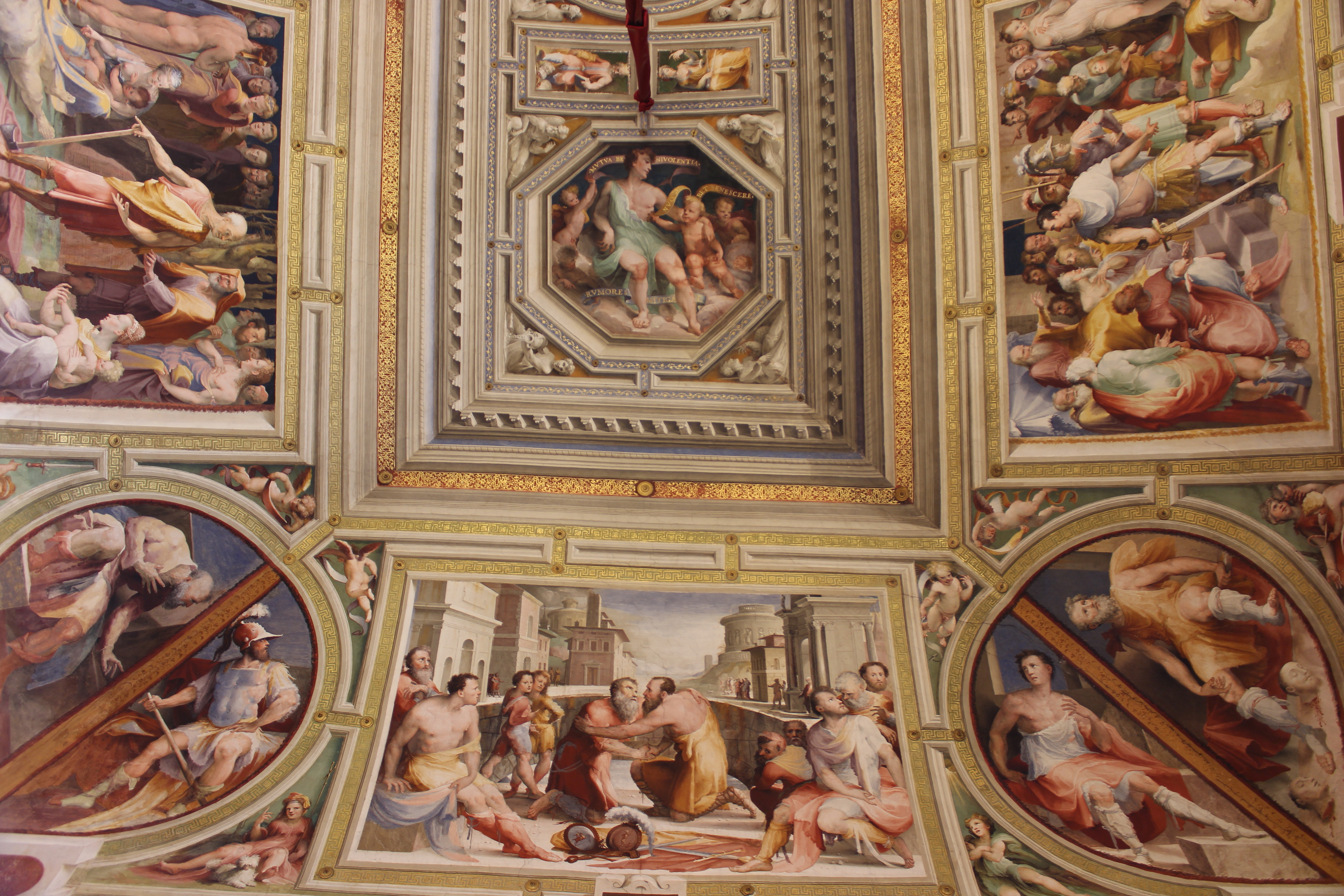
시에나 푸블리코 궁전의 프레스코화, 1532년~1535년
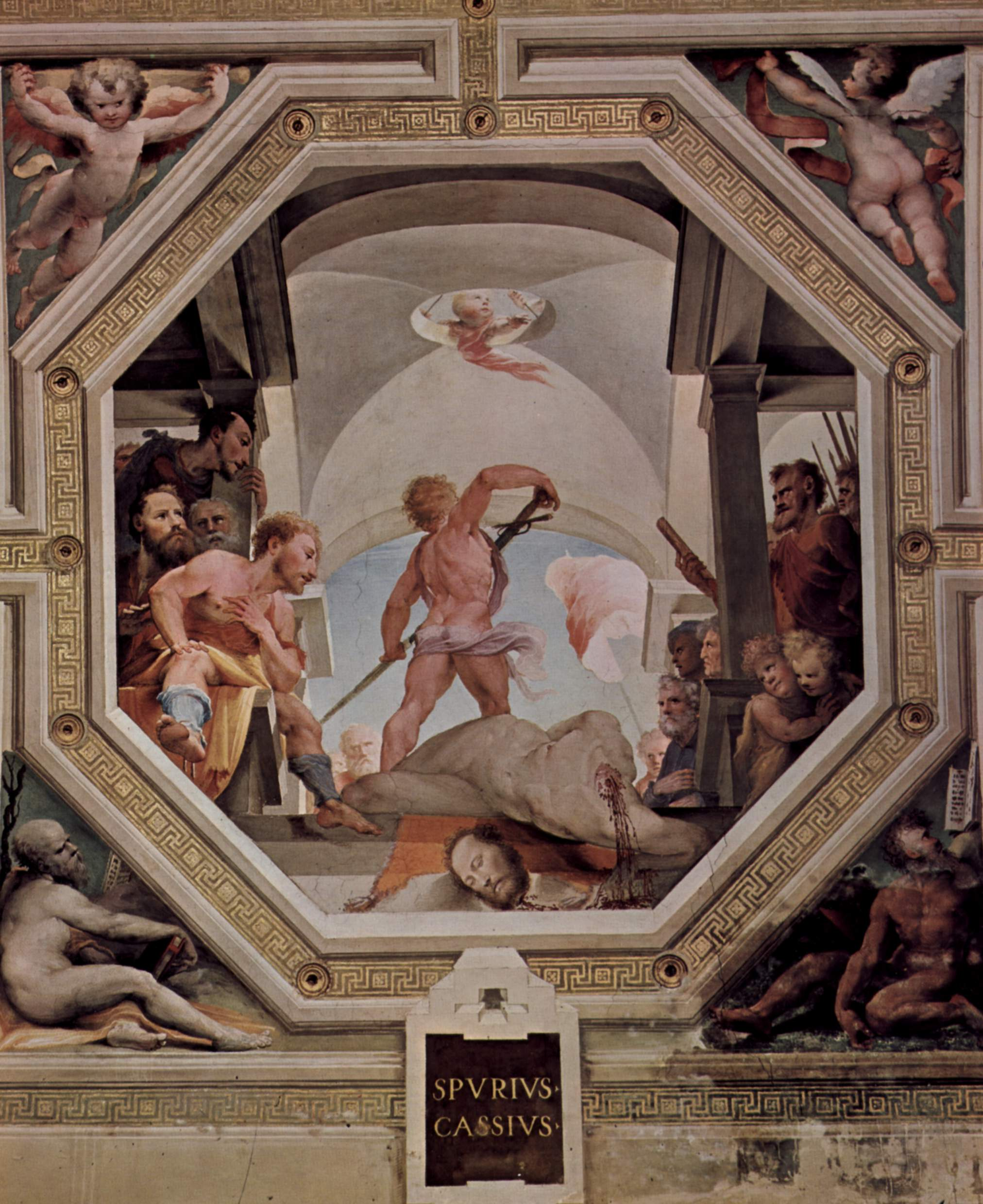
《스푸리우스 카시우스 베켈리누스의 참수》, 프레스코화, 1532~1535, 푸블리코 궁전, 시에나
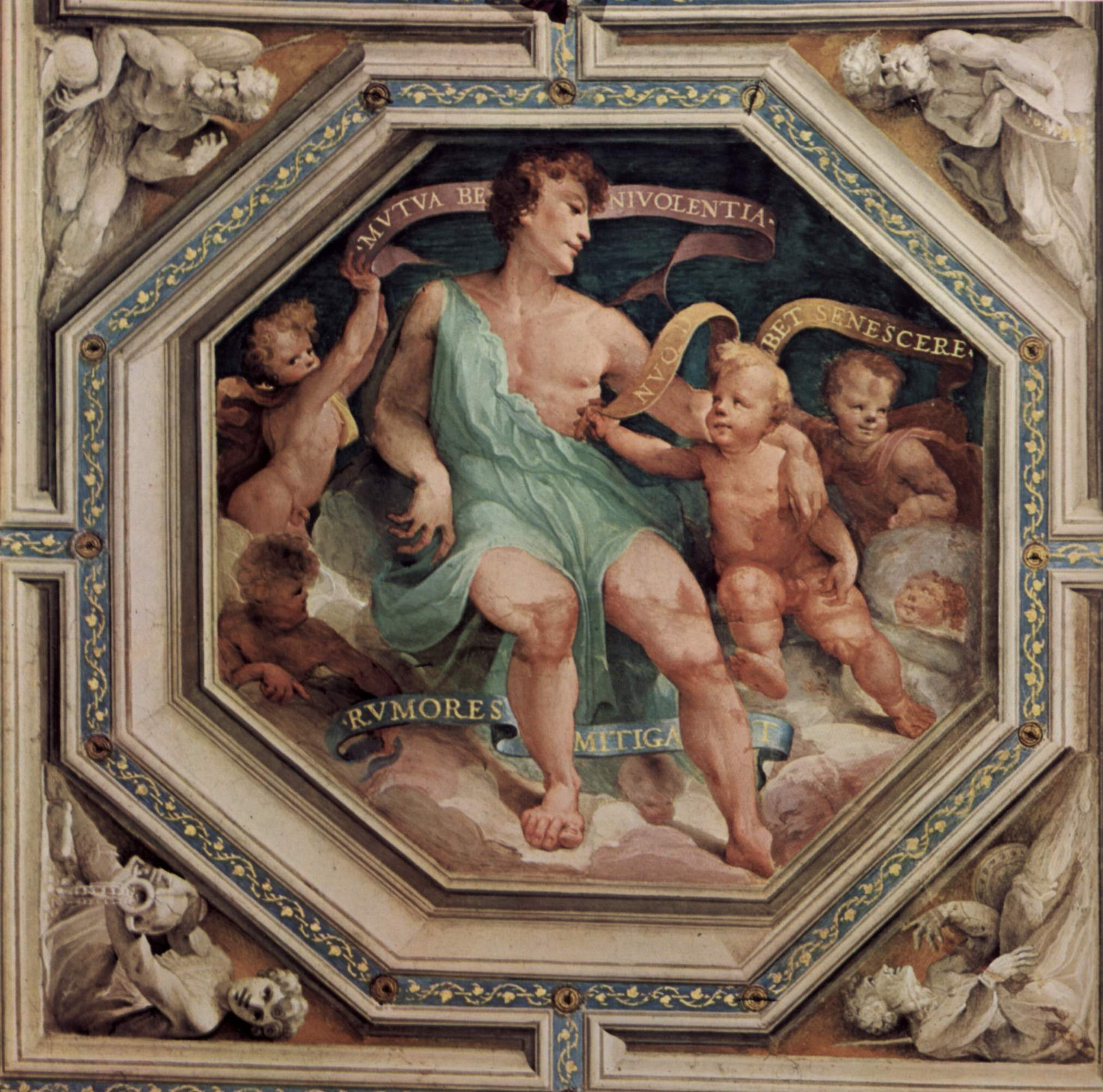
《화합의 우의화》, 프레스코화, 1532~1535, 푸블리코 궁전, 시에나
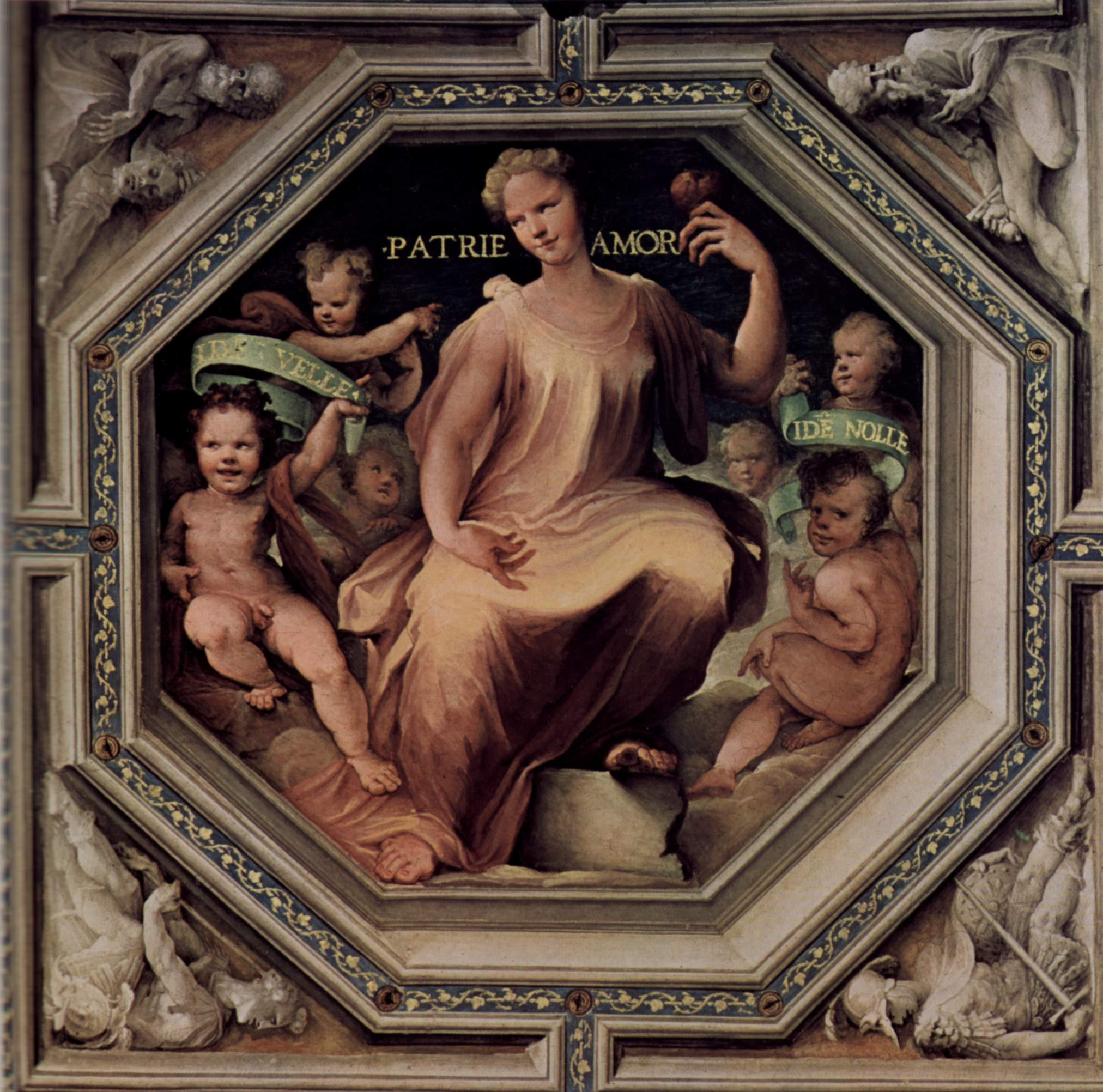
《카리타스》, 프레스코화, 1532~1535, 푸블리코 궁전, 시에나
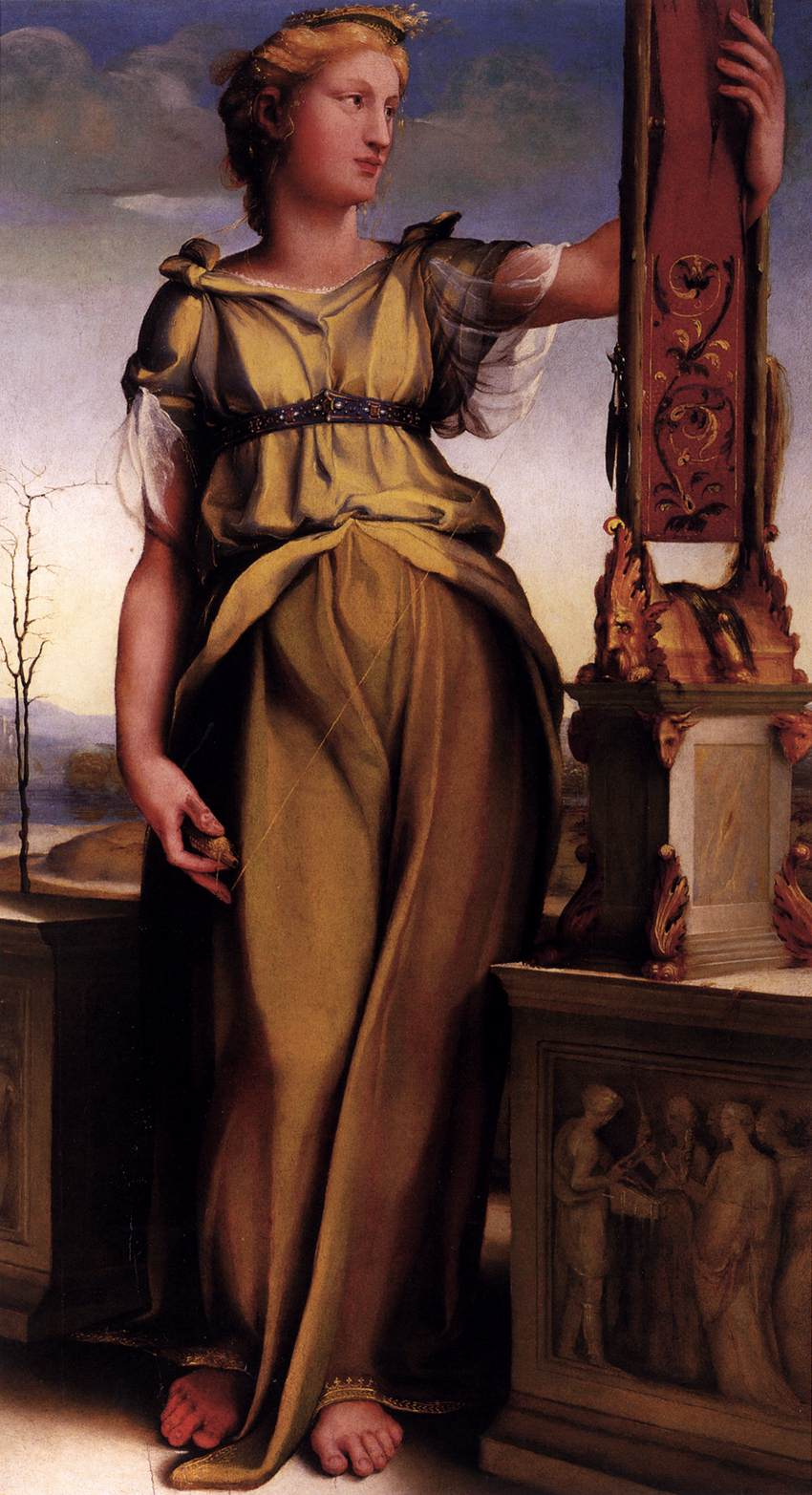
《페넬로페》, 1514년경
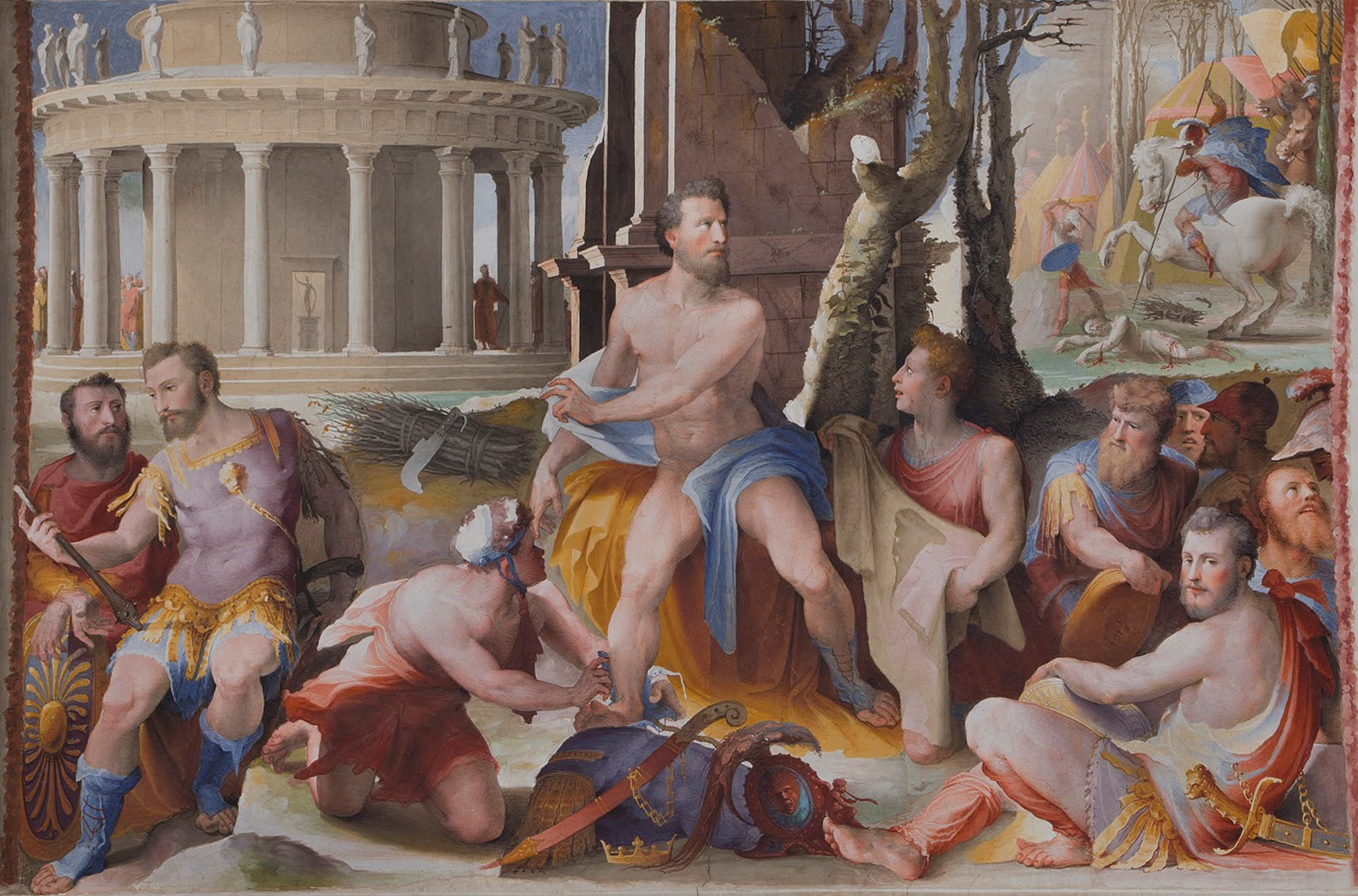
《아테네의 코드루스 왕의 희생》, 1529년~1535년, 프레스코화
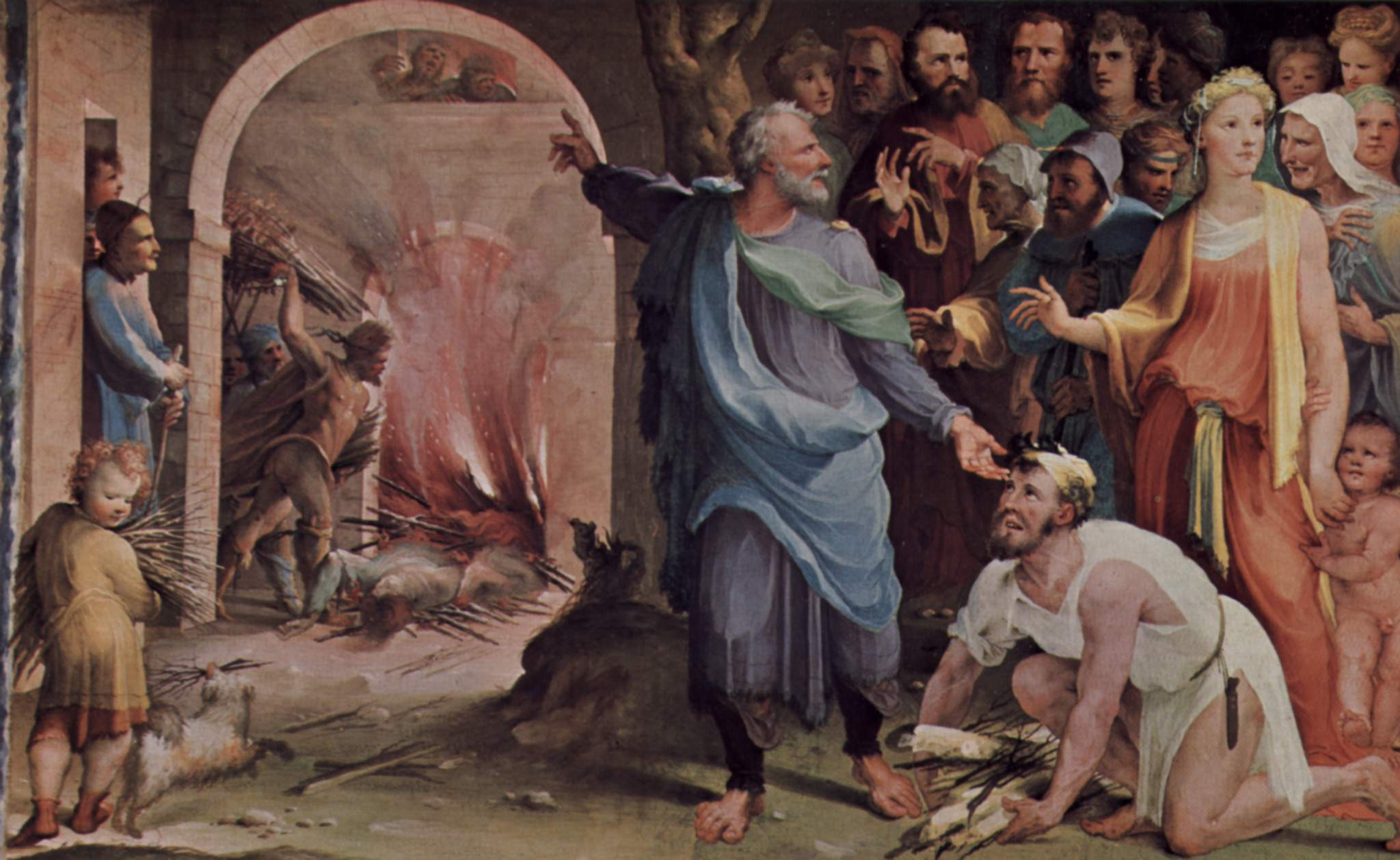
《호민관 푸블리우스 무키우스 스카이볼라(Publius Mucius Scaevola)가 동맹자들을 화형에 처하게 하다》, 1532년~1535년, 프레스코화
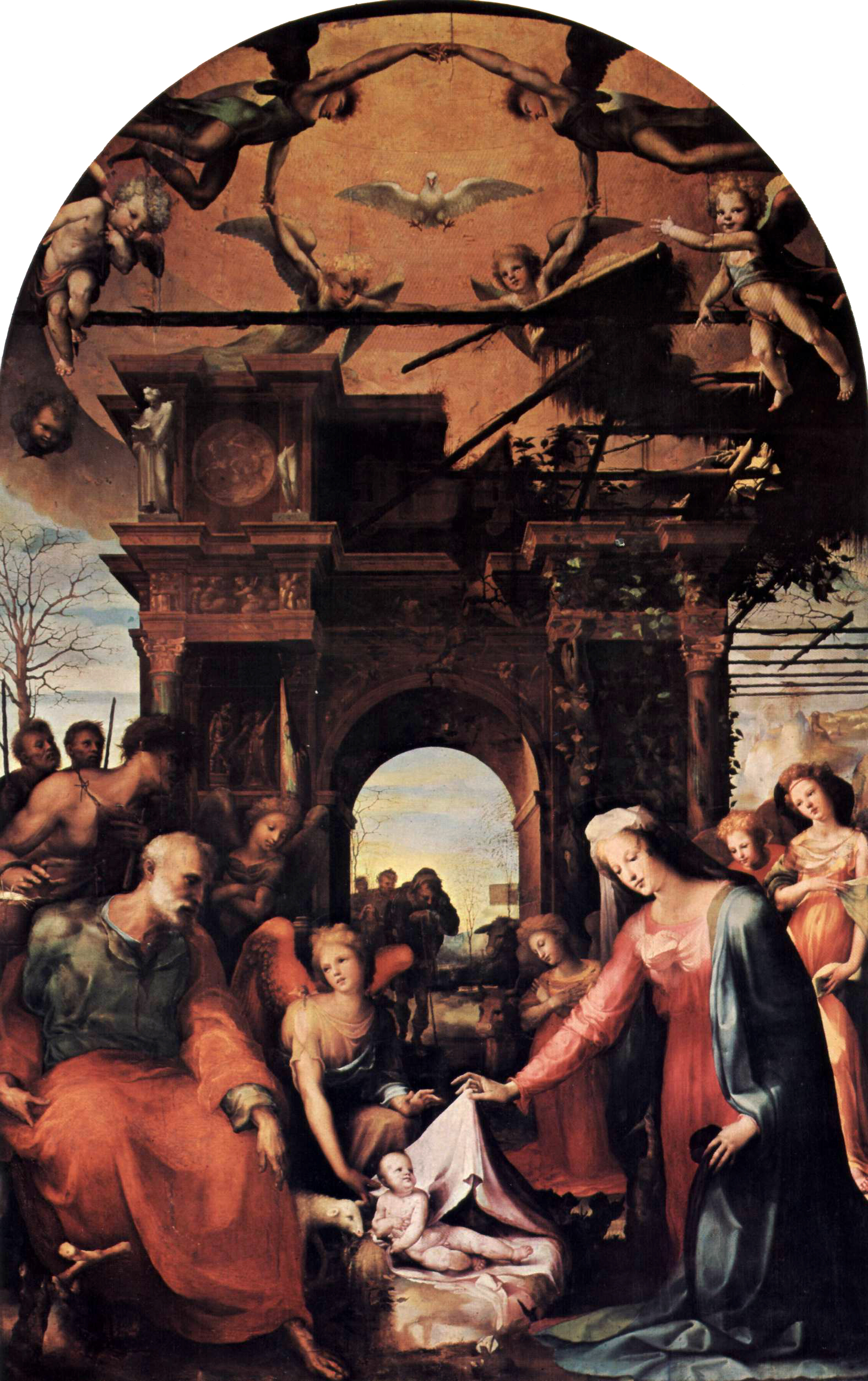
《그리스도의 탄생》, 1523년~1524년
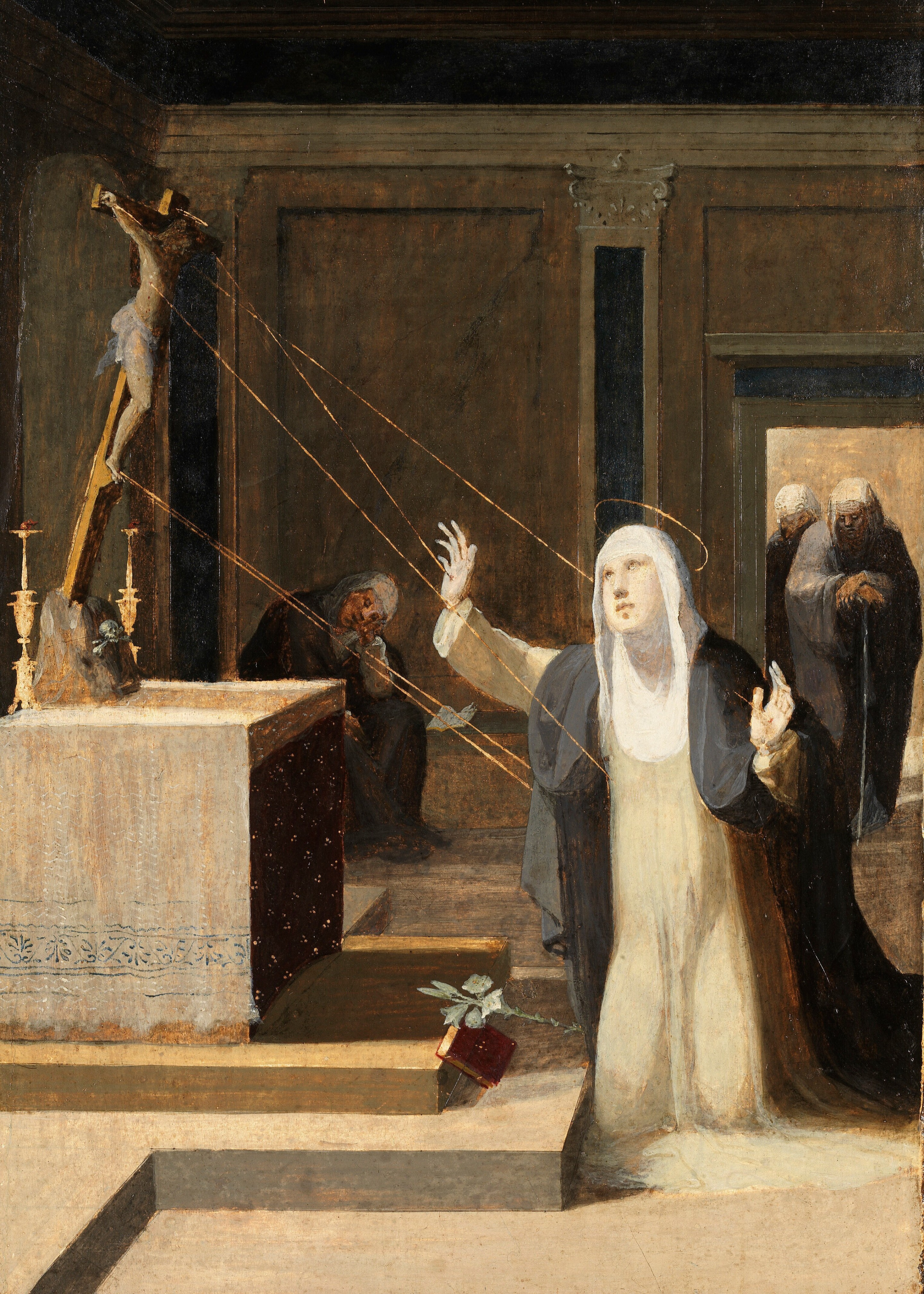
《성 카타리나가 성흔을 받다》, 1545년, 보이만스 판뵈닝언 미술관
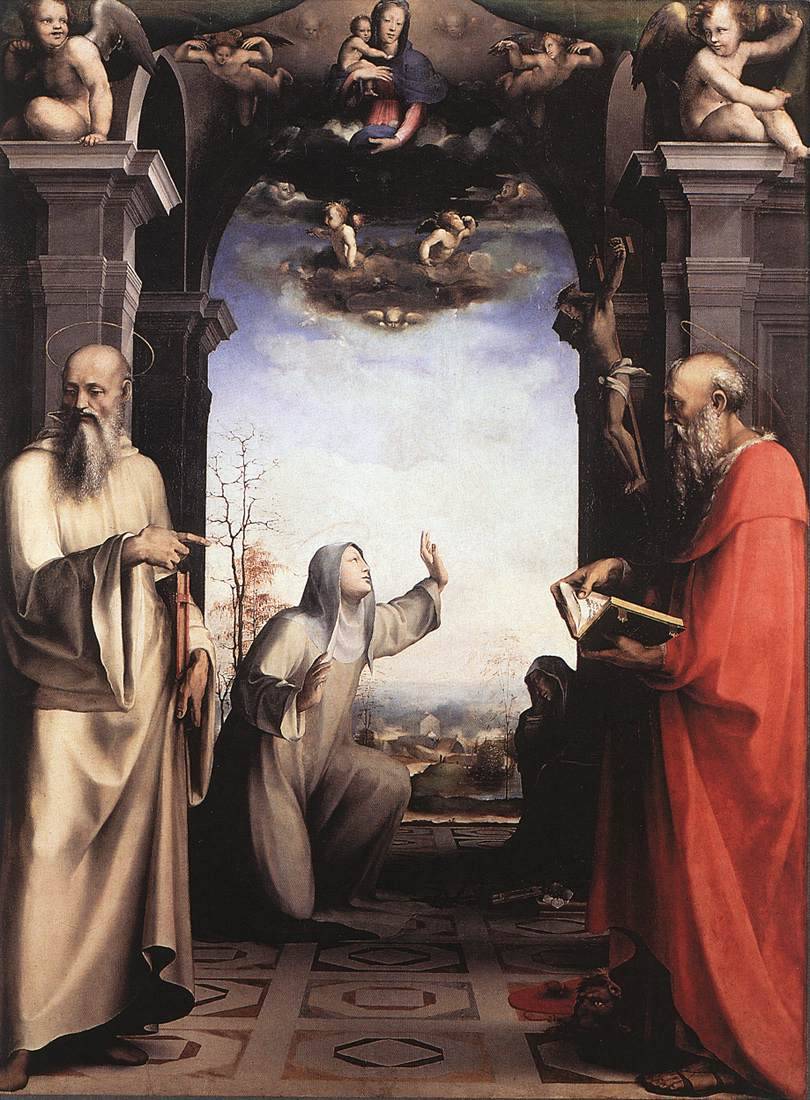
《시에나의 성녀 카타리나의 오명》, 1515년, 시에나 국립 회화관
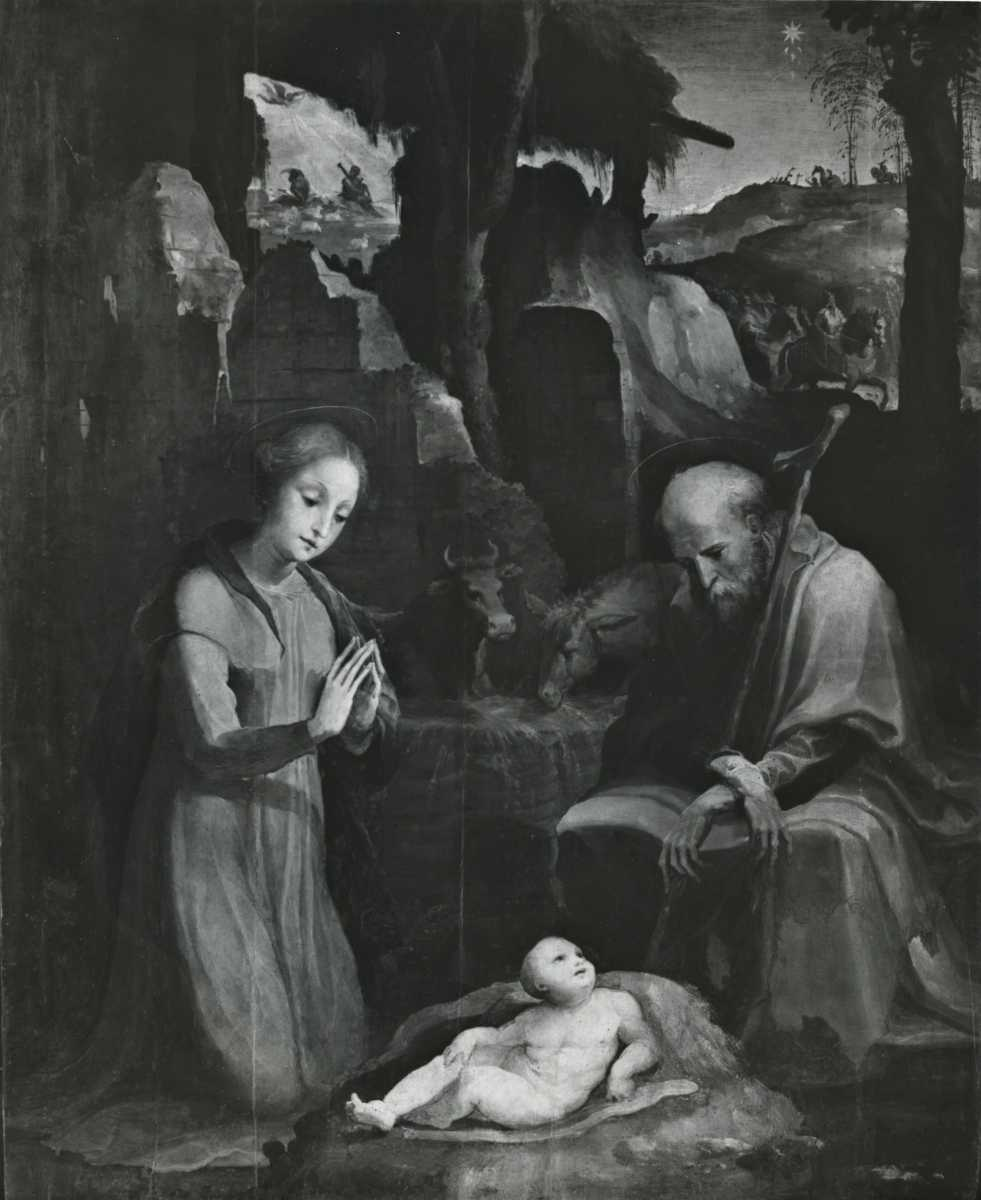
《예수의 탄생》, 코르토나 교구 박물관
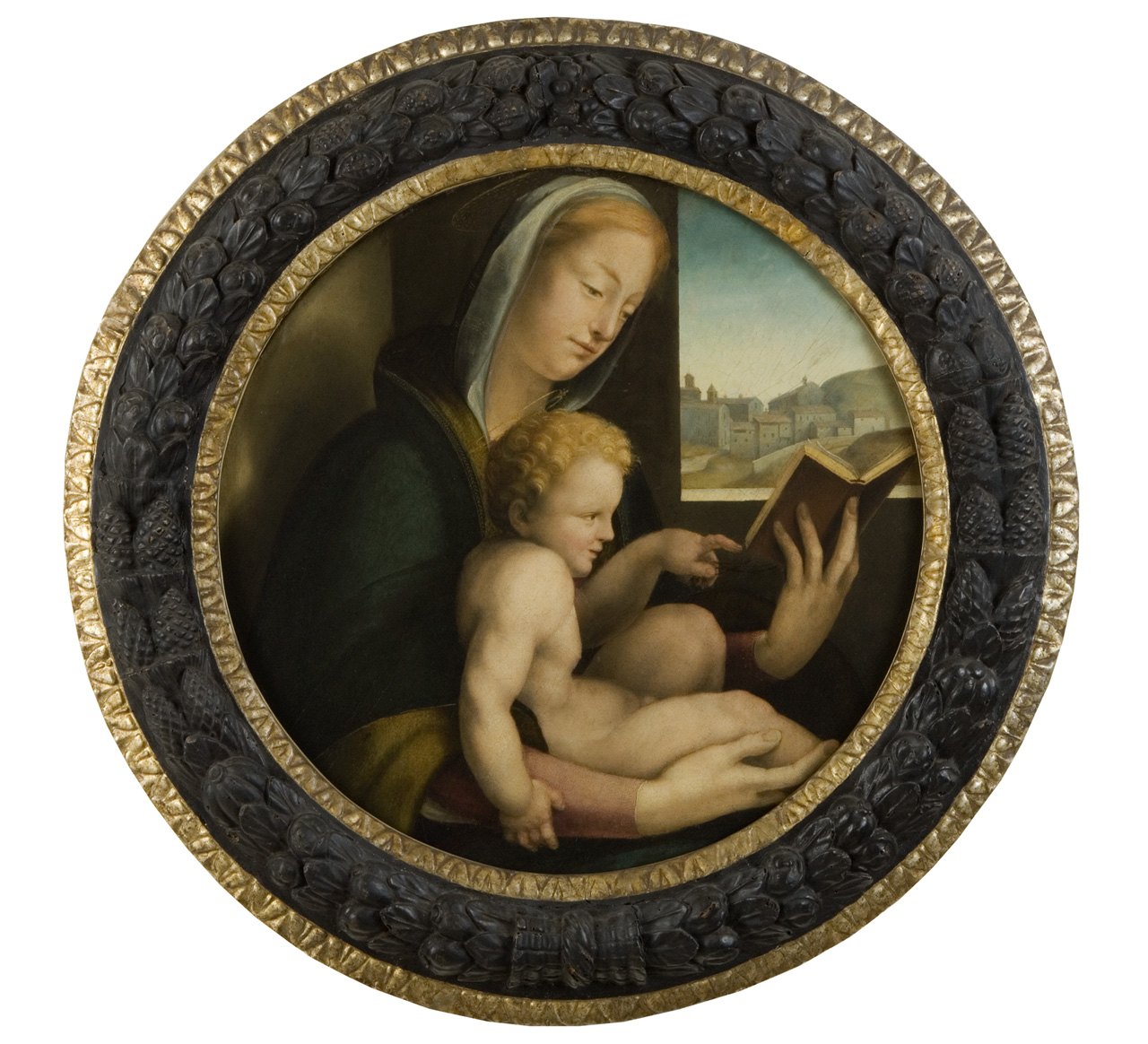
《성모 마리아와 아기 예수》, 1514년, 시에나 국립 회화관